# Sicherungsübereignung
Die Sicherungsübereignung ist im deutschen Recht ein Vertrag, durch den ein Schuldner seinem Gläubiger zur Sicherung einer Schuld das Eigentum an einer beweglichen Sache oder Sachgesamtheit im Wege eines Besitzkonstituts (§ 930 BGB) – die Sache verbleibt beim Sicherungsgeber, dem Schuldner – übereignet. Der Übereignung liegt die schuldrechtliche Sicherungsabrede zugrunde, dass dem Schuldner der Besitz an der Sache im Rahmen eines Besitzmittlungsverhältnisses zur weiteren Nutzung belassen bleibt. Der Sicherungsnehmer wird Eigentümer unter der Maßgabe des Sicherungsvertrages, dass das Eigentum nach Tilgung (Rückzahlung) des besicherten Kredits entweder automatisch, im Rahmen einer auflösenden Bedingung (§ 158 Abs. 2 BGB) an den alten Eigentümer zurückfällt oder durch anschließende Rückübertragung. Sicherungsübereignungen sind damit treuhandschaftliche Rechtsverhältnisse.
Sicherungsübereignungen haben große Bedeutung im Bankwesen, Kreditinstitute treten dabei als Kreditgläubiger und Eigentumssicherungsnehmer auf.

## Allgemeines
Während in Deutschland einige Kreditsicherheiten wie Bürgschaft, Hypothek oder Verpfändung im Sachenrecht des Bürgerliches Gesetzbuchs ausdrücklich geregelt sind, haben sich andere Kreditsicherheiten wie die Sicherungsübereignung aus der Kautelarpraxis heraus entwickelt. Im Gegensatz zu der wirtschaftlich vergleichbaren Verpfändung wird bei der Sicherungsübereignung das kreditgewährende Kreditinstitut (Sicherungsnehmer) Eigentümer der Gegenstände, während der Sicherungsgeber weiterhin zwecks Nutzung Besitzer bleibt. Diese Konstruktion betrifft das Sachenrecht und muss von diesem getragen werden. Tatsächlich gibt es hier mit dem Besitzkonstitut des § 930 BGB eine Form des Eigentumserwerbs durch Übergabesurrogat, bei welcher der erwerbende Eigentümer (Sicherungsnehmer) nicht gleichzeitig auch (unmittelbarer) Besitzer werden muss, sondern etwa aufgrund eines Leihvertrags lediglich mittelbarer Besitzer wird und der veräußernde Sicherungsgeber unmittelbarer Besitzer bleibt. Deshalb kann sich trotz der an den Besitz geknüpften Eigentumsvermutung (§ 1006 Abs. 1 Satz 1 BGB) bereits wegen § 930 BGB niemand darauf verlassen, dass der Besitzer regelmäßig auch Eigentümer einer Sache ist.
Die Rechte und Pflichten aus der Sicherungsübereignung werden durch die zugrundeliegende Sicherungsabrede festgelegt. Subsidiär gilt das gesetzliche Rechte- und Pflichtenspektrum. Der Sicherungsgeber verpflichtet sich dabei, die Sache oder Sachgesamtheit zu erhalten und entsprechende Mitteilung zu machen. Veräußerungen und Verarbeitungen unterliegen dem Genehmigungsvorbehalt durch den Sicherungsnehmer (§ 185 BGB). Wird die besicherte Forderung nicht erfüllt, besteht eine Herausgabeverpflichtung seitens des Sicherungsgebers (§ 985 BGB). Der Sicherungsnehmer verpflichtet sich andererseits, dem Sicherungsgeber die Sache oder Sachgesamtheit zu überlassen, solange die besicherten Verpflichtungen erfüllt werden. Zumeist besteht ein vereinbartes Verfügungsverbot gegenüber Dritten gemäß § 137 BGB, dessen Nichtbeachtung zu schadensersatzrechtlichen Verpflichtungen führen können. Bei Nichterfüllung der zu sichernden Forderung erhält der Gläubiger den Herausgabeanspruch aufgrund eines Verwertungsrechts, bei Erfüllung ist er zur Rückübertragung des Eigentums verpflichtet.

## Geschichte
Die Bestellung von dinglichen Sicherungsrechten ist bereits im römischen Recht angelegt. Die treuhänderische Eigentumsübertragung (fiducia) diente der Sicherungsübereignung (fiducia cum creditore contracta). Sie gilt als die älteste Form der Besicherung und verschaffte dem Sicherungsnehmer Volleigentum an der ihm übergebenen Sache. Da die fiducia cum creditore contracta quiritischer Rechtsnatur war, konnte sie nur mittels Mancipatio oder In iure cessio bewirkt werden. Über den Sicherungszweck hinaus, traf den Treuhänder die Nebenpflicht (pactum fiduciae), nach Tilgung der zugrundeliegenden Schuld die Sache zurück zu übereignen. Besicherbar waren nicht nur einzelne Sachen, sondern auch wechselnde Warenbestände, Läden (tabernae) oder Vermögensgegenstände, die zukünftig erst erworben würden. Erlosch die zugrundeliegende Forderung, konnte der Schuldner die Rückübereignung durch die actio fiduciae bewirken. Eine so genannte Verfallsklausel (lex commissoria) sicherte dem Kreditgeber im Falle des Kreditausfalls das Sicherungseigentum dauerhaft zu. Der Schuldner durfte unter bestimmten Voraussetzungen die Sache durch Ersitzung (usucaption) erneut erwerben. Seit Ulpian hieß die Sicherungsübereignung im 3. Jahrhundert Hypothek (hypotheca) – auch bei beweglichen Sachen – wenn der Sicherungsgegenstand in das Eigentum des Kreditgebers übergehen sollte. Erst später kam das Besitzpfandrecht (pignus) auf, die nun beide parallel in Gebrauch blieben, bis Justinian die Sicherungsübereignung abschaffte und die „fiducia“ durch die Begriffe Pfand beziehungsweise Hypothek ersetzte, vergleiche hierzu auch den spanischen Inschriftenfund der Formula Baetica.
In England etablierten sich im Mittelalter zwei Arten von Pfandrechten an Grundstücken, das Nutzungspfandrecht (vivum vadium, englisch living pledge), dessen Früchte auf den gesamten Schuldendienst angerechnet wurden, und die Hypothek (mortuum vadium, englisch dead pledge), die man in Frankreich als (mort gage) kannte. Bei ihr diente die Fruchtziehung nur für die Kreditzinsen. Aus der französischen Hypothek leitete sich in England die Mortgage ab.
Auch das Gemeine Recht des Mittelalters kannte die Sicherungsübereignung, wie aus einem Urteil des Reichsgerichts (RG) aus dem Jahre 1889 hervorgeht. Bereits im Oktober 1880 hielt es das RG für rechtlich zulässig, „dass einem Gläubiger zu seiner Sicherstellung wegen seiner persönlichen Forderung von seinem Schuldner ein Vermögensobjekt … übertragen wird…“; dies sei nicht als Scheingeschäft zu werten. Zu jener Zeit hieß die Sicherungsübereignung noch Sicherungs(ver)kauf, den das Reichsgericht im Januar 1885 erneut für zulässig hielt. Das RG lehnte es sogar ab, hierin eine Gesetzesumgehung des Pfandrechts an beweglichen Sachen zu erblicken. Der Begriff „Sicherungseigentum“ kam erst 1893 auf und dürfte von Karl Linckelmann stammen, der die Sicherungsübereignung nicht für ein Umgehungsgeschäft hielt. Bei der Konzeption des § 930 BGB hielt man 1899 an seiner heutigen Formulierung mit der Begründung fest, dass dieses Rechtsinstitut sehr häufig zur Befriedigung des Kreditbedürfnisses kleiner Leute diene, welche dem Gläubiger allein mit ihrer beweglichen Habe Sicherheit zu gewähren imstande seien und den fortdauernden Gebrauch nicht entbehren könnten. Nach Inkrafttreten des BGB im Januar 1900 erkannte das Reichsgericht erstmals im März 1904 die reine Sicherungsübereignung an, im November 1904 hielt es die Sicherungsübereignung für eine zulässige Ausübung der Vertragsfreiheit und bestätigte diese Entscheidung in einer Reihe nachfolgender Urteile. Die Sicherungsübereignung verschaffe dem Gläubiger wirkliches Eigentum, nicht bloß nach außen, sondern auch nach innen.
Die Sicherungsübereignung ist somit kein Konstrukt richterlicher Rechtsfortbildung, sondern der Gesetzgeber hat sie bewusst geregelt, das Rechtsinstitut der Sicherungsübereignung war „im Zeitpunkt des Inkrafttretens des BGB fest im bürgerlichen Recht verankert“. Sie ist in § 216 Abs. 2 BGB sogar anerkannt. Teilweise versuchte die Fachliteratur vor allem durch Heinrich Hoeniger im Jahre 1912, die Sicherungsübereignung zu Fall zu bringen, doch dem RG genügte im Februar 1931 selbst die mangelnde Publizität der Sicherungsübereignung nicht für ihre Sittenwidrigkeit.
Justus W. Hedemann ging trotz der höchstrichterlichen Rechtsprechung noch im Jahre 1950 davon aus, dass die Sicherungsübereignung im Gesetz nicht ausdrücklich geregelt sei, sondern „wird vielmehr auf kühnem Gedankenumweg aus dem Gesetze herausgelesen und ist geradezu ein Musterbeispiel für Gesetzesumgehung oder -weiterbildung“. Der BGH befasste sich – als Nachfolger des RG – bereits ein Jahr nach seiner Gründung im September 1951 erstmals mit der Sicherungsübereignung, von deren Rechtmäßigkeit er als Sicherungsmittel bei der Abgrenzung einer stillen Gesellschaft zum partiarischen Darlehen ausging. Ein Strafrechtssenat des BGH hatte kurz zuvor zu einem der Nachteile der Sicherungsübereignung, der Mehrfachübereignung, Stellung zu nehmen: „Ob mehrfache Sicherungsübereignungen als Unterschlagung oder als Betrug zu beurteilen sind, hängt davon ab, ob der Täter dem späteren Empfänger wirksam Eigentum verschaffen will oder ob er weiß, dass er dazu rechtlich nicht in der Lage ist“. Die Sicherungsübereignung entwickelte sich zu einem der wichtigsten Kreditsicherungsmittel, insbesondere ab 1965 für kleine und mittlere Unternehmen und im Handel (Wirtschaftszweig). Die mangelnde gesetzliche Regelung ist durch zahlreiche Urteile des BGH – auch im Rahmen einer ständigen Rechtsprechung – zu einem umfassenden Recht der Sicherungsübereignung ausgebaut worden.
Die englischen Bill of Sale-Gesetze von 1878 und später sahen eine Übertragung des Eigentums an beweglichen Sachen vor, ohne dass der Besitz an diesen Sachen auf den Erwerber übergehen muss. Die französische Rechtsprechung erkannte im Mai 1933 die Sicherungsübereignung durch Besitzkonstitut nicht an, weil sie einen simulierten Kaufvertrag darstelle und sowohl das Faustpfandprinzip als auch das bis 2006 geltende Verfallsklauselverbot umgehe. Die Sicherungsübereignung ist im französischen Recht unzulässig.
In der DDR begegnete man der Sicherungsübereignung mit Misstrauen, solange dort das BGB galt. Es wurde im Januar 1976 durch das ZGB ersetzt. Hierin führte § 442 Abs. 1 Satz 1 ZGB einen geschlossenen Katalog von Kreditsicherheiten ein und ersetzte die Sicherungsübereignung durch ein besitzloses Pfandrecht, das jedoch sozialistischem Eigentum vorbehalten blieb (§ 448 Abs. 1 ZGB DDR).
In Österreich und der Schweiz setzen – bis heute – Mobiliarsicherheiten nicht immer den Besitz des Gläubigers voraus. Zwar galt in Österreich die Sicherungsübereignung als Umgehung des Faustpfandprinzips des § 451 ABGB, wurde aber dennoch vom OGH im März 1955 zunächst akzeptiert. Der OGH sah in ihr später eine Vollrechtsübertragung, doch dürfe sie nicht andere Gesetze umgehen und sei nur rechtswirksam, wenn sie die Publizitätserfordernisse des Pfandrechts erfülle. Diese Voraussetzungen machen die Sicherungsübereignung praktisch unmöglich.

## Ablauf
Der Kreditnehmer (Sicherungsgeber) überträgt das Eigentum einer ihm gehörenden beweglichen Sache an den Kreditgeber (Sicherungsnehmer). Die Übereignung erfolgt durch Einigung (§ 929 Satz 1 BGB) über den Eigentumsübergang und Vereinbarung eines Besitzkonstituts (§ 930 BGB) (beispielsweise Leihe oder Verwahrung). Der Kreditnehmer bleibt unmittelbarer Besitzer der Sache, mittelt aber dem Kreditgeber mittelbaren Besitz. Gegenüber dem Kreditnehmer (im sog. Innenverhältnis) ist der Kreditgeber (Sicherungsnehmer) nur treuhänderischer Eigentümer, da er aufgrund des Sicherungsvertrages regelmäßig schuldrechtlich gebunden wird. Er darf dem Kreditnehmer gegenüber das Eigentum nur bei Verstoß gegen den Sicherungsvertrag (Nichtrückzahlung des Kredits – Sicherungsfall) verwerten oder selbst als Eigentümer nutzen, ist aber grundsätzlich in der Verfügung und damit Verwertung der übereigneten Sache nach § 137 BGB nicht gehindert, so dass eine Verfügung (etwa eine Übereignung), die gegen den Sicherungsvertrag verstößt (etwa weil der Sicherungsfall nicht vorliegt) grundsätzlich wirksam ist. In diesem Falle ist jedoch der Kreditgeber verpflichtet, dem Kreditnehmer wegen der Verletzung des Sicherungsvertrages, der die Verwertung nur für den Sicherungsfall erlaubt, den entstandenen Schaden zu ersetzen.
Das mit der Sicherungsübereignung erworbene Sicherungseigentum des Sicherungsnehmers ist im Gegensatz zum Pfand ein nichtakzessorisches, das heißt in seiner Existenz nicht an den Bestand einer bestimmten Forderung gebundenes Sicherungsrecht.

## Konkurrierende Sicherungsrechte
Einige gesetzliche Bestimmungen schützen die Sicherungsrechte anderer Gläubiger und können deshalb mit der Sicherungsübereignung kollidieren.

### Verlängerter Eigentumsvorbehalt
Wenn der Sicherungsgeber eine Sache unter verlängertem Eigentumsvorbehalt erwirbt und der Kaufpreis noch nicht bezahlt ist, er sie trotzdem dem Kreditgeber zur Sicherheit übereignen will, treffen zwei Sicherungsrechte aufeinander. Da § 933 BGB für den gutgläubigen Erwerb die Erlangung unmittelbaren Besitzes durch den Erwerber (Sicherungsnehmer) voraussetzt, bleibt die Sache trotz des guten Glaubens an das Eigentum des Kreditnehmers (Eigentumsvorbehaltskäufer) im Eigentum des Vorbehaltsverkäufers. Dieses Hindernis kann zugunsten der Sicherungsübereignung beseitigt werden. Dem Eigentumsvorbehalt des Lieferanten steht das Anwartschaftsrecht des Vorbehaltskäufers (= Sicherungsgeber) als Anspruch auf Übertragung des Eigentums bei vollständiger Bezahlung gegenüber. Es wird rechtlich wie Eigentum behandelt, das der Vorbehaltskäufer durch Zahlung des Kaufpreises in vollwertiges Eigentum umwandeln kann. Im Rahmen der Sicherungsübereignung kann dieses Anwartschaftsrecht sicherungshalber auf eine Bank übertragen werden, sofern es nicht mit gesetzlichen Pfandrechten (Zubehörhaftung oder Vermieterpfandrecht) belastet ist.

### Zubehörhaftung
Zubehörhaftung bedeutet, dass das Sicherungsgut bereits für die Grundschuld eines anderen Gläubigers haftet, weil es zu den Zubehörbestandteilen eines Grundstücks gehört. Unter Eigentumsvorbehalt geliefertes Zubehör ist für eine Sicherungsübereignung nicht zugänglich, weil bereits das Anwartschaftsrecht von der Zubehörhaftung erfasst wird. Der Grundpfand-Gläubiger kann dann nur mit einer schuldrechtlichen Verzichtserklärung eine Sicherungsübereignung zugunsten einer anderen Bank ermöglichen. Von der Zubehörhaftung verschont bleiben voll bezahlte Gegenstände und unter Eigentumsvorbehalt gelieferte Sachen, wenn sie vor Verbringung auf das mit Grundschulden belastete Grundstück übereignet werden. Handelswaren-Vorräte oder Rohstoffe sind nicht Grundstückszubehör, sie können also bedenkenlos übereignet werden, selbst wenn sie unter Eigentumsvorbehalt stehen.

### Vermieterpfandrecht
Ein Vermieterpfandrecht entsteht automatisch durch Einbringung der Sachen auf ein gemietetes Grundstück § 562 Satz 1 BGB. Dabei kommt es nicht darauf an, ob der Sicherungsgeber die Sachen als Eigentümer oder als Vorbehaltskäufer sicherungshalber auf die Bank überträgt. Auch das Anwartschaftsrecht ist bereits mit dem Vermieterpfandrecht belastet, wenn die Sachen erst nach Einbringung in die gemieteten Räume übereignet werden. Auch Handelswaren-Vorräte oder Rohstoffe unterliegen dem Vermieterpfandrecht. Dieses gesetzliche Pfandrecht kann nur durch Sicherungsübereignung vor deren Einbringung in die Mieträume oder Verzichtserklärung des Vermieters abgewehrt werden. Sind jedoch die Sachen in die Mieträume eingebracht worden, bevor die Sicherungsübereignung wirksam geworden ist, unterliegen sie dem vorrangigen Vermieterpfandrecht.

### Pfändungen
Pfändungen können ebenfalls zum Eigentumsverlust der sicherungsnehmenden Bank führen, wenn der Sicherungsgeber seiner – im Sicherungsübereignungsvertrag festgelegten – sofortigen Informationspflicht nicht nachkommt und die in seinem Besitz befindlichen Sachen durch Dritte gepfändet werden. Als Gegenmittel hat hierbei die sicherungsnehmende Bank die Möglichkeit der Drittwiderspruchsklage, um ihr Sicherungsgut von Pfändungen zu befreien (§ 771 ZPO).

### Fehlendes Eigentum des Sicherungsgebers
Fehlendes Eigentum des Sicherungsgebers verschafft der sicherungsnehmenden Bank kein Sicherungseigentum. Der Sicherungsgeber handelt in diesem Falle als Nichtberechtigter, der der Bank nur dann Eigentum übertragen darf, wenn der wirkliche Eigentümer dem vorher zustimmt (Einwilligung) § 185 Abs. 1 BGB, es im Nachhinein genehmigt § 185 Abs. 2, 1.Alt BGB oder der Sicherungsgeber später Eigentum am Sicherungsgut erlangt § 185 Abs. 2 BGB. Die in den Sicherungsübereignungs-Verträgen enthaltene Versicherung des Sicherungsgebers, dass er zur freien Verfügung über das Sicherungsgut berechtigt sei, genügt für die Prüfung der Eigentumsverhältnisse nicht. Vielmehr werden den Kreditinstituten Erkundigungs- und Nachforschungspflichten auferlegt, die durch umfassende Eigentumsnachweise zu dokumentieren sind. Eine Mehrfach-Übereignung oder sonst wie fehlendes Eigentum des Sicherungsgebers müssen ausgeschlossen werden, auch weil ein gutgläubiger Erwerb durch Banken bei der Sicherungsübereignung nicht stattfindet.

## Arten der Sicherungsübereignung
Neben der Übereignung einer einzelnen Sache (etwa einzelnes Kraftfahrzeug; siehe Sicherungsübereignung von Kraftfahrzeugen) kennt die Bankpraxis noch die Übereignung von Sachgesamtheiten (Warenlager mit wechselndem Bestand) in der Form der Raum- oder Markierungs-Sicherungsübereignung. Bei allen Arten muss der Bestimmtheitsgrundsatz eingehalten werden, weil sonst die Übereignung nichtig ist.

### Raumsicherungsübereignung
Von der Raum-Sicherungsübereignung werden alle Sicherungsgüter erfasst, die sich in einem vertraglich genau skizzierten Raum (Lager, Halle) befinden. Sobald sie aus diesem Raum abtransportiert wurden, erlischt ihre Haftung. Werden neue Güter in den gekennzeichneten Raum eingebracht, gelten sie ohne neue Vereinbarung als sicherungsübereignet. Eine Skizze muss Bestandteil des Übereignungs-Vertrages sein und spätere bauliche oder organisatorische Veränderungen berücksichtigen. Eine Raumsicherungsübereignung bietet sich auch an, wenn ständig wechselnde Lagerbestände übereignet werden sollen, sodass eine umfangreiche und häufig zu aktualisierende Auflistung des Sicherungsguts mit ständig neuen Abreden zu aufwendig wäre. Die Banken dürfen dann mit dem Sicherungsgeber vereinbaren, dass – soweit der Sicherungsgeber bereits Eigentümer ist oder wird – das Eigentum bzw. umgekehrt vorzugsweise das Vollrecht und subsidiär das Anwartschaftsrecht auf sie übergehen sollen und im Übrigen die Anwartschaft auf das Eigentum an dem Sicherungsgut auf die Banken übertragen wird. Der häufigste Fall ist in der Bankpraxis die Übereignung von ständig wechselnden Lagerbeständen (Rohstoffe, Ersatzteile, Warenlager). Die Dynamik eines derartigen Lagers muss bei der Gestaltung des Sicherungsvertrages berücksichtigt werden.

### Markierungs-Sicherungsübereignung
Bei der Markierungs-Sicherungsübereignung wird das Sicherungsgut nicht in einem speziellen Raum, sondern zusammen mit anderen nicht-haftenden Sachen gelagert. Hierbei wird die Bestimmtheit dadurch erfüllt, dass die zur Sicherungsübereignung vorgesehenen Waren gekennzeichnet werden (zum Beispiel mit Aufklebern, Schildern.) Wird die Bestimmtheit mit laufenden Bestandsmeldungen hergestellt, entsteht das Sicherungseigentum durch Absendung der vom Sicherungsgeber unterzeichneten Meldungen an die Bank (sog. Mantel-Sicherungsübereignung). Sollen nur bestimmte Gegenstände in einem Raum übereignet werden, dann müssen Markierungen zeigen, auf welche Gegenstände sich die Übereignung erstreckt. Die Markierung kann an Regalen oder durch Anbringung von Schildern vorgenommen werden, was sich im Vertrag niederschlagen muss. Räumliche Trennung ist nur dort notwendig, wo eine eindeutige Feststellung der zu übereignenden Gegenstände nicht auf andere Weise gewährleistet ist. Hierunter fällt die Sicherungsübereignung von Warenlagern mit wechselndem Bestand oder die Beschränkung der Übereignung auf eine nur quantitativ zu bestimmende Teilmenge einer Sachgesamtheit. Wird jedoch eine eindeutig zu kennzeichnende Sachgesamtheit vollständig oder eine qualitativ beschreibbare Teilmenge hiervon übereignet, bedarf es der räumlichen Trennung nicht.
- Antizipiertes Besitzkonstitut:

Rechtstechnisch gelingen diese Raum- und Markierungs-Sicherungsübereignungen nur über das antizipierte Besitzkonstitut. Das normale Besitzkonstitut setzt mindestens den unmittelbaren Besitz des Sicherungsgebers voraus. Beim antizipierten Besitzkonstitut lässt die Rechtsprechung ein Besitzkonstitut zu einem Zeitpunkt zu, an dem der Sicherungsgeber noch gar nicht Besitzer (geschweige denn Eigentümer) geworden ist, sondern erst später werden soll. Es umfasst daher die frühzeitige Einigung zur Sicherungsübereignung, sodass es einer erneuten Einigung beim späteren Besitzerwerb nicht mehr bedarf. Auf diese Weise können auch Gegenstände sicherungsübereignet werden, die vom Sicherungsgeber nicht voll bezahlt wurden und daher unter Eigentumsvorbehalt geliefert werden. Dem Eigentumsvorbehalt des Lieferanten steht das Anwartschaftsrecht des Vorbehaltskäufers als Anspruch auf Übertragung des Eigentums bei vollständiger Bezahlung gegenüber. Es wird rechtlich wie Eigentum behandelt, das der Vorbehaltskäufer durch Zahlung des Kaufpreises in vollwertiges Eigentum umwandeln kann. Im Rahmen einer Sicherungsübereignung kann dieses Anwartschaftsrecht sicherungshalber auf eine Bank übertragen werden, sofern es nicht mit gesetzlichen Pfandrechten (zum Beispiel Zubehörhaftung oder Vermieterpfandrecht) belastet ist. Auch noch später herzustellende oder entstehende Sachen können im Wege des antizipierten Besitzkonstituts übereignet werden.

## Bankenaufsichtsrechtliche Anerkennung
Den meisten Rechtsordnungen ist die Sicherungsübereignung unbekannt, sie ist ein Rechtsinstitut, das im deutschen Sachenrecht zwar nicht ausdrücklich vorgesehen, jedoch aus bestehenden Vorschriften abzuleiten und damit zulässig ist. Sie ist durch ständige Rechtsprechung des Bundesgerichtshofs anerkannt. Außerdem ist sie im englischen Rechtsraum des Common Law bekannt und heißt dort englisch security transfer of title to movable goods.

### Allgemeines
Kreditsicherheiten gelten seit Januar 2014 bankenaufsichtsrechtlich als Kreditrisikominderungstechniken. Werden Kreditsicherheiten durch die in allen EU-Mitgliedstaaten geltende Kapitaladäquanzverordnung (englische Abkürzung CRR) als Kreditrisikominderungstechniken anerkannt, führen sie bei Kreditinstituten zu einer gegenüber Blankokrediten geringeren Unterlegung durch Eigenkapital. Das hat zur Folge, dass besicherte Kredite bis zur Beleihungsgrenze mit einem günstigeren Kreditzins gewährt werden können.
Die Kapitaladäquanzverordnung erwähnt zwar einige Arten von Kreditsicherheiten (Garantie, Abtretung, Verpfändung, Grundpfandrechte), nicht jedoch die Sicherungsübereignung. Daraus kann jedoch nicht geschlossen werden, dass generell Sicherungsübereignungen nicht als Kreditrisikominderungstechnik in Frage kommen. Die in der Kapitaladäquanzverordnung häufig bei Kreditsicherheiten verwendete Forderung nach Rechtswirksamkeit (Art. 194 Abs. 1, Art. 210 a CRR) erfasst auch die Sicherungsübereignung, die nach deutschem Recht wirksam vereinbart werden kann. Sie gehört wie die ihr wirtschaftlich nahekommende Verpfändung zu den Kreditrisikominderungstechniken „mit Sicherheitsleistung“ (Realsicherheiten; Art. 4 Abs. 1 Nr. 58 CRR). Art. 194 Abs. 1 CRR stellt Grundsätze für die aufsichtsrechtliche Anerkennung von Kreditrisikominderungstechniken auf, wonach Kreditsicherheiten insbesondere in allen Rechtsordnungen rechtswirksam (englisch valid) und durchsetzbar (englisch enforceable) sein müssen, ausreichend liquide, im Zeitablauf wertstabil und bei einem Kreditereignis zeitnah verwertbar sein müssen. Die positive Korrelation zwischen den Sicherheiten und der Kreditnehmerbonität darf nicht sehr hoch sein (Art. 194 Abs. 4 CRR). Ein Rechtsrisiko ist im Zweifel durch Rechtsgutachten auszuschließen.

### Sicherungsübereignungen
Die Sicherungsübereignung beweglicher Sachen gehört in die Kategorie der Sachsicherheiten. Durch die Sicherungsübereignung kommen so heterogene Beleihungsobjekte in die Beleihung wie bei keiner anderen Sicherheitenart (Sicherungsübereignung von Kraftfahrzeugen, Commodities, Handelswaren, Maschinen, technische Anlagen, Betriebs- und Geschäftsausstattung). Hierfür werden besonders strenge Anforderungen an die Kreditunterlagen und Sicherheitenbewertung gestellt. Deshalb darf die Sicherungsübereignung nur in den IRBA-Ansätzen kreditrisikomindernd berücksichtigt werden, beim Standardansatz ist sie hingegen nicht erlaubt. Im IRBA-Ansatz sind bei der Sicherungsübereignung nach den Art. 199 CRR und 210 CRR folgende Voraussetzungen zu erfüllen:
- Für eine rasche Verwertung der Sachsicherheiten bestehen liquide Märkte mit öffentlich verfügbaren Marktpreisen.
- Der Sicherungsvertrag muss eine genaue Beschreibung der Sachsicherheit, den Anspruch auf Kreditunterlagen zwecks Sicherheitenbewertung enthalten und eine zeitnahe Verwertung ermöglichen. Außerdem muss sich der Sicherungsgeber das Recht der Besichtigung der Sicherheit einräumen lassen.
- es ist eine mindestens jährliche Wertüberwachung erforderlich; sind die Märkte starken Preisschwankungen ausgesetzt, ist die Überwachungsfrequenz zu erhöhen;
- Sachsicherheiten müssen Vorrang vor anderen Gläubigeransprüchen besitzen und
- die Sachsicherheiten sind durch eine angemessene Schadenversicherung gedeckt.

Gemäß Art 199 Abs. 8 CRR hat die Europäische Bankenaufsichtsbehörde (EBA) ein Verzeichnis der Arten von Sachsicherheiten zu veröffentlichen, bei denen Institute, die den IRB-Ansatz anwenden, voraussetzen können, dass diese Bedingungen erfüllt sind. Sie umfassen die Existenz von liquiden Märkten für eine rasche und wirtschaftliche Verwertung der Sicherheit (Art 199 Abs 6 lit a CRR) und die Existenz von allgemein anerkannten, öffentlich verfügbaren Marktpreisen (Art 199 Abs 6 lit b CRR). Derzeit gibt es laut EBA keine Sachsicherheiten, für die die Erfüllung dieser Bedingungen automatisch angenommen werden kann; anstatt dessen müssen Kreditinstitute die in den CRR aufgeführten Bedingungen individuell erfüllen.
Erfüllen die Sicherungsübereignungen nicht diese bankenaufsichtsrechtlichen Voraussetzungen, sind sie als Blankokredite einzustufen.

## Bilanzierung
Nach deutschem Handelsrecht (§ 242 Abs. 1 und § 246 Abs. 1 HGB) sind sämtliche Vermögensgegenstände zu bilanzieren, wobei der Herausgabeanspruch eines rechtlichen Eigentümers wirtschaftlich bedeutungslos ist und gegenüber der wirtschaftlichen Nutzbarkeit der Sache zurücktreten muss. Danach wird die sicherungsübereignete Sache nicht beim Kreditinstitut bilanziert, sondern beim Kreditnehmer, weil er handelsrechtlich als wirtschaftlicher Eigentümer angesehen wird. Die wirtschaftliche Sichtweise hat bei der Bilanzierung Priorität vor Formfragen. Die Bank bilanziert die durch das Sicherungsgut abgesicherte Forderung. Die IFRS/IAS priorisieren ebenfalls die wirtschaftliche Betrachtungsweise in ihrem zentralen Bilanzierungsgrundsatz, wonach bei der Beurteilung eines Sachverhalts primär nicht auf seine rechtliche Gestaltung, sondern auf die wirtschaftlichen Auswirkungen abzustellen ist (englisch substance over form, IAS 17).
Auch im Steuerrecht wird das sicherungsübereignete Wirtschaftsgut nach § 39 Abs. 2 Ziff. 1 AO nicht dem Kreditinstitut als rechtlichem Eigentümer, sondern dem Nutzer zugerechnet, da er im Gegensatz zum Eigentümer die tatsächliche Herrschaft über das Wirtschaftsgut in der Weise ausübt, dass er den Eigentümer (Kreditinstitut) im Regelfall für die gewöhnliche Nutzungsdauer von der Einwirkung auf das Wirtschaftsgut wirtschaftlich ausschließen kann (wirtschaftlicher Eigentümer). In der Praxis ist es gerade Ziel der Sicherungsübereignung, dass der Pfandgeber und Nutzer die Sache weiterhin für seinen Betrieb verwenden und damit Gewinn erzielen kann, um den Kredit zurückzuzahlen. Das Steuerrecht berücksichtigt damit das tatsächliche wirtschaftliche Eigentum und räumt diesem gegenüber der abstrakten, rein rechtlichen Eigentumslage den Vorrang ein.
Im Falle der Insolvenz des Sicherungsgebers hat der Sicherungsnehmer ein Absonderungsrecht nach § 51 Nr. 1 InsO.

## Vor- und Nachteile
Was auf der Seite des Sicherungsgebers ein Vorteil ist, kann für den Sicherungsnehmer ein Nachteil sein und umgekehrt.

### Vorteile
Als größter Vorteil wird die Besitzlosigkeit angesehen, durch die der Sicherungsnehmer keine Aufbewahrungspflichten übernehmen muss und der Sicherungsgeber die Gegenstände weiter nutzen kann. Die Formfreiheit ermöglicht die gewillkürte Schriftform. Die Sicherungsübereignung ist eine nicht akzessorische Sicherheit, so dass das Schicksal des Sicherungseigentums nicht vom Bestand der Kreditforderung abhängt, jedoch besteht eine schuldrechtliche Bindung durch den Sicherungsvertrag. Durch die klare Regelung des § 51 Nr. 1 InsO ist der Sicherungsnehmer sonstiger Absonderungsberechtigter und besitzt dadurch eine insolvenzfeste Sicherheit.

### Nachteile
Die sonst im Sachenrecht übliche Publizität fehlt völlig, was für den Sicherungsgeber als „verdeckte Sicherheit“ von Vorteil sein kann, denn die Sicherungsübereignung ist aus seiner Bilanz nicht erkennbar. Allerdings muss der Sicherungsnehmer darauf vertrauen, dass der Sicherungsgeber die Gegenstände nicht als angeblicher Eigentümer verkauft und umgekehrt. Dies scheitert jedoch bei Veräußerung durch den Sicherungsnehmer beim Gutglaubenserwerb nach § 933 BGB an der fehlenden Übergabe. Der Sicherungsnehmer erhält kein Sicherungseigentum, wenn die Gegenstände (noch) nicht im Eigentum des Sicherungsgebers stehen. Das ist vorläufig der Fall beim Eigentumsvorbehalt und dauerhaft, wenn der Sicherungsgeber nicht mehr Eigentümer ist, weil er die Sachen bereits zuvor jemand anders übereignet hat.

### Risiken
- Für den Sicherungsnehmer
  - Wertminderung oder Bewertungsfehler (siehe Sicherheitenbewertung) werden durch Ermittlung von Beleihungswert und Beleihungsgrenze weitgehend ausgeschlossen
  - Verkauf/Verschleuderung des Sicherungsgutes wird im Sicherungsvertrag untersagt
  - Sicherungsgut ist wesentlicher Bestandteil oder Zubehör eines Grundstücks
  - plötzlicher Untergang ist durch Versicherung auszuschalten
  - Mehrfachübereignung
  - Formfehler (zum Beispiel mangelnde Bestimmtheit)
  - Beeinträchtigung durch Vermieterpfandrecht
  - ggf. Eigentumsvorbehalt ist zu beachten
  - Eigentum geht unter durch Vermischung, Verbindung, Verarbeitung
  - Beschädigung oder Zerstörung ist durch Versicherung auszuschalten.
- Für den Sicherungsgeber
  - hohe Versicherungsprämien (zum Beispiel Vollkasko bei Kraftfahrzeugen)
  - besonderer organisatorischer Aufwand bei Übereignung von Sachgesamtheiten (Trennung zwischen übereigneten und nicht übereigneten Warenlagern).

## International
Ob eine Sicherungsübereignung nach Art. 43 Abs. 3 EGBGB wirksam entstanden ist, richtet sich im internationalen deutschen Privatrecht nach dem Recht des Entstehungsstaats, sachenrechtliche Fragen sind nach dem Recht des Staates zu beurteilen, in dem die Sache belegen ist.

### Schweiz
In der Schweiz wird die Sicherungsübereignung als zulässig anerkannt, obwohl sie gesetzlich nicht geregelt ist. Wird eine Forderung bereits durch eine Sicherungsübereignung gesichert, darf kein Arrest bewilligt werden. Es sei denn, die Schuldnerin habe vertraglich auf den lateinisch benficium excecussionis realis verzichtet. Da jedoch die Sicherungsübereignung gegen das Faustpfandprinzip verstößt (Art. 924 ZGB), ist sie unzulässig.

### Österreich
In Österreich ist die Sicherungsübereignung eine Möglichkeit der dinglichen Sicherung von Forderungen. Den Titel bildet eine Sicherungsabrede, im Bereich des Modus ist dem pfandrechtlichen Publizitätsprinzip (analog § 451 ABGB) zu entsprechen: Für die Übergabe von beweglichen Sachen gilt das Faustpfandprinzip, sodass körperliche Übergabe, Übergabe kurzer Hand, Übergabe durch Besitzanweisung und (unter den entsprechenden Voraussetzungen) Übergabe durch Zeichen möglich sind, das Besitzkonstitut als Übergabeart aber nicht in Betracht kommt (siehe Pfandrecht – Österreichisches Recht). Bei unbeweglichen Sachen ist eine Grundbuchseintragung nötig. Der Sicherungseigentümer erlangt volle Eigentümerstellung und hat nach Erfüllung der gesicherten Forderung das Eigentum rückzuübertragen. Aufgrund des Sicherungszwecks und der Ähnlichkeit zum Pfandgläubiger kommt dem Sicherungseigentümer in der Insolvenz des Sicherungsgebers ein Absonderungsrecht zu.

### Niederlande
Das niederländische Burgerlijk Wetboek (BW) untersagt seit 1992 die Sicherungsübereignung (Art. 3:84 Abs. 3 BW).

### England und USA
Der 1882 in Kraft getretene Bill of Sale Act ermöglicht heute in England die „Mobiliarhypothek“ (englisch chattel mortgage) (sec. 9 Bill of Sale Act) und ist damit ein der Sicherungsübereignung entsprechendes Rechtsinstitut, auch wenn sie – anders als die Sicherungsübereignung – akzessorisch ist. Die über diese Belastung (englisch legal mortgage) ausgestellte Urkunde heißt englisch bill of sale (wörtlich ‚Kaufbrief, Verkaufsnote‘). Auf diese Weise kann Eigentum endgültig (englisch absolute bill of sale) oder sicherungshalber (englisch security bill of sale) übertragen werden. Dies ist zum Gläubigerschutz mit einer Registerpflicht verbunden.
In den USA ermöglicht Art. 9 UCC mit der Einheitssicherheit (englisch security instrument) eine Mobiliarhypothek, die bei hinreichender Bestimmtheit der Sicherungsübereignung entspricht.

### Frankreich
In Frankreich ist die Einführung einer Sicherungsübereignung (französisch fiducie) 1992 gescheitert, so dass der drittwirksame Eigentumserwerb durch Besitzkonstitut weiterhin nicht zulässig ist. Vielmehr kennt man gemäß Art. 2336 Code civil die Mobiliarhypothek (französisch gage) an wertvollen Sachen (Kraftfahrzeuge, Schiffe, Flugzeuge), die ohne Besitzübergang an den Gläubiger möglich ist und dann der Eintragung in ein Pfandregister bedarf.

### Italien
Zur Eigentumsverschaffung bedurfte es in Italien keiner Übergabe, so dass bis 1983 Sicherungsübereignungen möglich waren und dann durch die Rechtsprechung unterbunden wurden.

### Brasilien
In Brasilien kannte man seit 1965 die Sicherungsübereignung beweglicher Sachen (portugiesisch alienação fiduciária em garantia) gemäß Art. 66 Kapitalmarktgesetz (LMC), mit der Banken günstige Verbraucherkredite vergeben konnten. Es wurde 2004 aufgehoben, wobei die Regeln über die Sicherungsübereignung nunmehr in Art. 1361 ff. Código Civil enthalten sind.